# Agrilus nigrofasciatus
Agrilus nigrofasciatus es una especie de insecto del género Agrilus, familia Buprestidae, orden Coleoptera.
Fue descrita científicamente por Gory & Laporte, en 1839.